# Lasta (province)
Pour les articles homonymes, voir Lasta.
Lasta (Guèze: ላስታ lāstā) est une province historique du centre nord de l'Éthiopie.

## Historique
C'était la province dans laquelle se situait la cité de Lalibela, l'ancienne capitale de l'Ethiopie sous la dynastie Zagoué qui abrite 11 églises médiévales en pierre taillées.
Au XVIIIe siècle, le tchèque franciscain Remedius Prutky classait Lasta comme l'une des 22 provinces encore sous le contrôle de l'Empereur La province était entourée à l'ouest par celle de Bégemder et au nord par la province de Wag.